# みなと新聞
みなと新聞（みなとしんぶん、The Minato Daily）は、日本の水産業に関する日刊専門紙。山口県下関市東大和町に本社を置くみなと山口合同新聞社が編集・発行している。紙媒体のほか、電子版も展開している。

## 概要
- 1946年に「西部水産速報」として創刊。1952年に「みなと新聞」に改題。なお、「山口新聞」は、「みなと新聞」の下関市向け夕刊が起源になっている。週5日刊（土日・祝日は休刊）。

- 「みなと新聞」は通常6ページ刷りで、特集記事などがある場合は増ページ（8～32ページ）となる。自社印刷工場（下関印刷センター）の設備が充実していることから、全ページがカラーで印刷されている。
- 紙面では水産業界に関する様々な情報を扱う。例えば、国内外の水揚げ情報、市場相場、冷凍・加工技術のほか、水産関係の商品情報、小売業界の動向、行政・企業・団体情報など幅広い[1]。

- OCS[2]（旧：海外新聞普及[3]。全日本空輸（ANA）系の国際宅配便事業者）を通じて海外向けの定期購読の受け付けも行っている。

- 2011年8月1日からは、電子版の配信を開始。パソコンやスマートフォンなどで紙面イメージを閲覧できるほか、テキスト版も提供している。

## コラム
- 水産業界に関するコラムを毎日掲載。業界のあり方や将来、課題のほか、記者が取材現場で感じたことなどを、「墨魚点滴」（1面）、「踊れ!21世紀」（中面）のタイトルで掲載している。

## 沿革
- 1946年（昭和21年） 下関市漁港ビルで水産専門紙「西部水産速報」を発行。
- 1947年（昭和22年） 下関市大和町1番地に本社を移転。
- 1952年（昭和27年） 「西部水産速報」を「みなと新聞」に改題。地域紙「夕刊みなと」を発行。
- 1955年（昭和30年） 会社を法人組織に改組。株式会社みなと新聞社。（資本金1000万円）
- 1959年（昭和34年） 日本新聞協会に加盟（甲種会員）
- 1969年（昭和44年） 「夕刊みなと」を「山口新聞」に改題。株式会社山口新聞社を設立。（資本金5000万円）朝刊「山口新聞」を発行、夕刊を廃止。
- 1977年（昭和52年） 下関市東大和町1丁目1番7号に山口新聞会館を竣工し、本社移転。
- 1978年（昭和53年） 株式会社みなと新聞社増資。（資本金4000万円）
- 1984年（昭和59年） 電算化による新聞製作システム導入。
- 1992年（平成4年） 株式会社みなと新聞社と株式会社山口新聞社が合併。株式会社みなと山口合同新聞社に社名変更。
- 1994年（平成6年） カラー画像処理システム導入。
- 1995年（平成7年） 新印刷工場を建設し、超高速度オフセット輪転機を設置。
- 1996年（平成8年） 創業50周年。
- 1999年（平成11年） 新工場・第三工場にカラートップ輪転機を各1台設置。40ページ12個面カラー2ライン体制となる[4]。
- 2004年（平成16年） 新聞紙面制作システム（DEPS-N）を導入。

## 書籍・刊行物
- 「全国水産卸売業者名鑑」や「水産加工業GUIDE」「食材王国 水産食品ガイド」など、水産業界に関する情報をまとめた書籍を発行[5]。
- 新聞の付録として、主要な魚介類や水産加工品の生産地、生産・消費量などを掲載したグラビアポスターを製作している。マグロやサケ・マス、エビ、ねり製品など、種類ごとに毎年1回発行している。

## 取材拠点

### 本部
- 編集制作グループ　下関市東大和町1丁目1番7号 山口新聞会館

### 支社
- 東京支社（東京都中央区）
- 北海道支社（札幌市）
- 東北支社（仙台市）
- 大阪支社（大阪市）
- 西日本支社（福岡市）

### オフィス
- 豊洲オフィス（東京都江東区・豊洲市場）